# Запознай се със спартанците
„Запознай се със спартанците“ (на английски: Meet the Spartans) е американска комедия от 2008 г. Комедичният филм е свързан с „300“, но и на много други филми, телевизионни предавания, личности и културни събития по подобие на „Страшен филм“, „Романтичен филм“ и „Епичен филм“. Във филма участват Шон Макгуайър, Кармен Електра и Кевин Сорбо.